# Lijst van rijksmonumenten in Diepenheim
De plaats Diepenheim telt 108 inschrijvingen in het rijksmonumentenregister. Hieronder een overzicht.
| Object                                                                                   | Oorspronkelijke functie?  | Bouwjaar                                        | Architect         | Locatie                | Coördinaten?                  | Nr.?   | Afbeelding                                                                               |
| ---------------------------------------------------------------------------------------- | ------------------------- | ----------------------------------------------- | ----------------- | ---------------------- | ----------------------------- | ------ | ---------------------------------------------------------------------------------------- |
| Johanneskerk                                                                             | Kerk en kerkonderdeel     | 1679                                            |                   | Grotestraat 1          | 52° 12' 3" NB, 6° 32' 51" OL  | 12874  | Meer afbeeldingen                                                                        |
| Toren Johanneskerk                                                                       | Kerk en kerkonderdeel     |                                                 |                   | Grotestraat bij 1      | 52° 12' 3" NB, 6° 32' 51" OL  | 12875  | Meer afbeeldingen                                                                        |
| Vrijstaand pand met verdieping, gedekt door een omlopend schilddak                       | Woonhuis                  | 1871 (gedenksteen)                              |                   | Grotestraat 3          | 52° 12' 3" NB, 6° 32' 53" OL  | 12876  | Meer afbeeldingen                                                                        |
| De Oude Sluis                                                                            | Boerderij                 | 1695                                            |                   | Oude Borculoseweg 6    | 52° 10' 45" NB, 6° 32' 52" OL | 12879  | Meer afbeeldingen                                                                        |
| Eenvoudig verdiepingloos pand gedekt door twee dwarse zadeldaken tussen houten topgevels | Woonhuis                  |                                                 |                   | Watermolenweg 28       | 52° 11' 43" NB, 6° 34' 31" OL | 12882  | Eenvoudig verdiepingloos pand gedekt door twee dwarse zadeldaken tussen houten topgevels |
| Vakwerkschuurtje onder zadeldak tussen topgevels bij boerderij "Nijhof"                  | Boerderij                 |                                                 |                   | Nijhofweg 1            | 52° 11' 43" NB, 6° 34' 33" OL | 12883  | Meer afbeeldingen                                                                        |
| Waterkorenmolen Den Haller                                                               | Industrie- en poldermolen | 1169                                            |                   | Watermolenweg 32       | 52° 11' 44" NB, 6° 34' 32" OL | 12884  | Meer afbeeldingen                                                                        |
| Boerderij "Den Haller"                                                                   | Boerderij                 |                                                 |                   | Watermolenweg 34       | 52° 11' 44" NB, 6° 34' 34" OL | 12885  | Meer afbeeldingen                                                                        |
| Op een verhoging tussen de weilanden gelegen Joodse begraafplaats                        | Begraafplaats en -onderdl | Vanaf 1857                                      |                   | Hazendammerweg bij 6   | 52° 12' 43" NB, 6° 33' 8" OL  | 12886  | Meer afbeeldingen                                                                        |
| Westerflier, hoofdonderdeel                                                              | Kasteel, buitenplaats     | 1729                                            |                   | Deventerdijk 10        | 52° 11' 11" NB, 6° 31' 27" OL | 510156 | Meer afbeeldingen                                                                        |
| Westerflier, parkaanleg                                                                  | Tuin, park en plantsoen   | 1850-1900                                       |                   | Deventerdijk bij 10    | 52° 11' 12" NB, 6° 31' 17" OL | 510157 | Meer afbeeldingen                                                                        |
| Westerflier, bouwhuis                                                                    | Bijgebouwen kastelen enz. | 1800-1900                                       |                   | Deventerdijk bij 10    | 52° 11' 11" NB, 6° 31' 27" OL | 510158 | Meer afbeeldingen                                                                        |
| Westerflier, toegangsdam                                                                 | Tuin, park en plantsoen   | 19e eeuw                                        |                   | Deventerdijk bij 10    | 52° 11' 12" NB, 6° 31' 17" OL | 510159 | Upload foto                                                                              |
| De Kijkover                                                                              | Kasteel, buitenplaats     | 1926                                            |                   | Houboerweg 1           | 52° 11' 52" NB, 6° 31' 40" OL | 513930 | De Kijkover                                                                              |
| De Kijkover, rechthoekige houten garage onder een rieten zadeldak                        | Bijgebouwen kastelen enz. | 1926                                            |                   | Houboerweg bij 1       | 52° 11' 52" NB, 6° 31' 40" OL | 513931 | Upload foto                                                                              |
| Nijenhuis, boerderij "Witzand"                                                           | Boerderij                 | 1860                                            |                   | Nijenhuizerlaan 3      | 52° 12' 17" NB, 6° 34' 10" OL | 513933 | Upload foto                                                                              |
| Nijenhuis, houten schuur bij boerderij "Witzand"                                         | Boerderij                 | 1860                                            |                   | Nijenhuizerlaan bij 3  | 52° 12' 17" NB, 6° 34' 10" OL | 513934 | Upload foto                                                                              |
| Stadsboerderij van het type hallenhuisboerderij                                          | Boerderij                 | 1850                                            |                   | Grotestraat 49         | 52° 11' 59" NB, 6° 33' 12" OL | 513936 | Meer afbeeldingen                                                                        |
| Voormalige gemeentehuis                                                                  | Bestuursgebouw en onderdl | 1881                                            | Meyer             | Grotestraat 19         | 52° 12' 2" NB, 6° 33' 3" OL   | 513937 | Meer afbeeldingen                                                                        |
| Voormalige chauffeurswoning                                                              | Woonhuis                  | 1927                                            |                   | Lochemseweg 3          | 52° 12' 1" NB, 6° 32' 48" OL  | 513938 | Meer afbeeldingen                                                                        |
| Kasteel Nijenhuis                                                                        | Kasteel, buitenplaats     | ca. 1662                                        | Philips Vingboons | Nijenhuizerlaan 11     | 52° 12' 12" NB, 6° 34' 28" OL | 527015 | Meer afbeeldingen                                                                        |
| Nijenhuis, Peckedam                                                                      | Kasteel, buitenplaats     | 1898                                            |                   | Goorseweg 30           | 52° 12' 7" NB, 6° 33' 43" OL  | 527017 | Meer afbeeldingen                                                                        |
| Nijenhuis, historische tuin- en parkaanleg                                               | Tuin, park en plantsoen   | 17e eeuw en later                               |                   | Nijenhuizerlaan bij 11 | 52° 12' 10" NB, 6° 34' 29" OL | 527018 | Upload foto                                                                              |
| Nijenhuis, twee houten banken voor het huis                                              | Tuin, park en plantsoen   | vermoedelijk late 19e eeuw                      |                   | Nijenhuizerlaan bij 11 | 52° 12' 12" NB, 6° 34' 27" OL | 527019 | Upload foto                                                                              |
| Nijenhuis, noordelijk bouwhuis                                                           | Bijgebouwen kastelen enz. | 17e eeuw                                        |                   | Nijenhuizerlaan 5      | 52° 12' 12" NB, 6° 34' 25" OL | 527020 | Meer afbeeldingen                                                                        |
| Nijenhuis, tuinvaas op sokkel op voorplein                                               | Tuin, park en plantsoen   | vermoedelijk laat 19e eeuw                      |                   | Nijenhuizerlaan bij 11 | 52° 12' 12" NB, 6° 34' 26" OL | 527023 | Meer afbeeldingen                                                                        |
| Nijenhuis, tuinbeeld op voorplein (putto met everzwijn)                                  | Tuin, park en plantsoen   | vermoedelijk 18e eeuw                           |                   | Nijenhuizerlaan bij 11 | 52° 12' 12" NB, 6° 34' 25" OL | 527024 | Meer afbeeldingen                                                                        |
| Nijenhuis, toegangsdam met inrijhek                                                      | Tuin, park en plantsoen   | tweede helft 19e eeuw                           |                   | Nijenhuizerlaan bij 11 | 52° 12' 11" NB, 6° 34' 24" OL | 527026 | Meer afbeeldingen                                                                        |
| Nijenhuis, pomphuis                                                                      | Bijgebouwen kastelen enz. | eind 19e eeuw of begin 20e eeuw                 |                   | Nijenhuizerlaan bij 11 | 52° 12' 13" NB, 6° 34' 25" OL | 527028 | Upload foto                                                                              |
| Nijenhuis, tennisbaan met tennishuisje                                                   | Tuin, park en plantsoen   | vroeg 20e eeuw                                  |                   | Nijenhuizerlaan bij 11 | 52° 12' 15" NB, 6° 34' 20" OL | 527031 | Upload foto                                                                              |
| Nijenhuis, grotere van twee stuwen                                                       | Tuin, park en plantsoen   | 18e eeuw                                        |                   | Nijenhuizerlaan bij 11 | 52° 12' 10" NB, 6° 34' 16" OL | 527033 | Meer afbeeldingen                                                                        |
| Nijenhuis, oranjerie                                                                     | Tuin, park en plantsoen   | tweede helft 19e eeuw                           |                   | Nijenhuizerlaan 15     | 52° 12' 10" NB, 6° 34' 20" OL | 527034 | Upload foto                                                                              |
| Nijenhuis, gereedschapsschuur                                                            | Tuin, park en plantsoen   | tweede helft 19e eeuw                           |                   | Nijenhuizerlaan bij 11 | 52° 12' 10" NB, 6° 34' 22" OL | 527035 | Upload foto                                                                              |
| Nijenhuis, boswachterswoning met timmerloods                                             | Bijgebouwen kastelen enz. | begin 19e eeuw                                  |                   | Nijenhuizerlaan 17     | 52° 12' 9" NB, 6° 34' 26" OL  | 527036 | Meer afbeeldingen                                                                        |
| Nijenhuis, tuinbeeld "David"                                                             | Tuin, park en plantsoen   | mogelijk 18e eeuw                               |                   | Nijenhuizerlaan bij 11 | 52° 12' 12" NB, 6° 34' 30" OL | 527037 | Upload foto                                                                              |
| Nijenhuis, vier tuinvazen op balustrade terras                                           | Tuin, park en plantsoen   | laatste kwart 19e eeuw                          |                   | Nijenhuizerlaan bij 11 |                               | 527038 | Meer afbeeldingen                                                                        |
| Nijenhuis, twee keramische vazen naast bordestrap                                        | Tuin, park en plantsoen   | 19e eeuw                                        |                   | Nijenhuizerlaan bij 11 |                               | 527039 | Meer afbeeldingen                                                                        |
| Nijenhuis, kademuren gracht                                                              | Tuin, park en plantsoen   | 1889                                            |                   | Nijenhuizerlaan bij 11 |                               | 527040 | Meer afbeeldingen                                                                        |
| Nijenhuis, vier tuinvazen op kademuur                                                    | Tuin, park en plantsoen   | vermoedelijk tweede helft 19e of begin 20e eeuw |                   | Nijenhuizerlaan bij 11 |                               | 527041 | Meer afbeeldingen                                                                        |
| Nijenhuis, zonnewijzer op basement                                                       | Tuin, park en plantsoen   | vermoedelijk 19e of 20e eeuw                    |                   | Nijenhuizerlaan bij 11 |                               | 527042 | Meer afbeeldingen                                                                        |
| Nijenhuis, zonnewijzer in rozenborder (opgediept uit gracht)                             | Tuin, park en plantsoen   | 17e of 18e eeuw                                 |                   | Nijenhuizerlaan bij 11 |                               | 527043 | Upload foto                                                                              |
| Nijenhuis, twee rozenbogen in rozenborder                                                | Tuin, park en plantsoen   | 19e of vroeg 20e eeuw                           |                   | Nijenhuizerlaan bij 11 |                               | 527044 | Upload foto                                                                              |
| Nijenhuis, begraafplaats                                                                 | Tuin, park en plantsoen   | 20e eeuw                                        |                   | Nijenhuizerlaan bij 11 |                               | 527045 | Upload foto                                                                              |
| Nijenhuis, twee gebakken, lichtgrijze vazen                                              | Tuin, park en plantsoen   | laat 19e eeuw                                   |                   | Nijenhuizerlaan bij 11 |                               | 527046 | Upload foto                                                                              |
| Nijenhuis, houten tuinbank in empirestijl                                                | Tuin, park en plantsoen   | begin 19e eeuw                                  |                   | Nijenhuizerlaan bij 11 |                               | 527047 | Upload foto                                                                              |
| Huis Diepenheim                                                                          | Kasteel, buitenplaats     | 1648                                            |                   | Stedeke 1              | 52° 12' 5" NB, 6° 32' 42" OL  | 528083 | Meer afbeeldingen                                                                        |
| Huis Diepenheim, aanleg                                                                  | Tuin, park en plantsoen   | 17e eeuw en later                               |                   | Stedeke bij 1          |                               | 528084 | Meer afbeeldingen                                                                        |
| Huis Diepenheim, noordelijk bouwhuis                                                     | Bijgebouwen kastelen enz. | 1685                                            |                   | Stedeke 2              |                               | 528085 | Meer afbeeldingen                                                                        |
| Huis Diepenheim, zuidelijk bouwhuis                                                      | Bijgebouwen kastelen enz. | 1685                                            |                   | Stedeke 2              |                               | 528086 | Meer afbeeldingen                                                                        |
| Huis Diepenheim, poort voorplein                                                         | Bijgebouwen kastelen enz. | 1685                                            |                   | Stedeke bij 1          |                               | 528087 | Meer afbeeldingen                                                                        |
| Huis Diepenheim, toegangshek Grotestraat/Lochemseweg                                     | Tuin, park en plantsoen   | vroeg 18e eeuw                                  |                   | Stedeke bij 1          |                               | 528088 | Meer afbeeldingen                                                                        |
| Huis Diepenheim, toegangshek tot de zijlaan                                              | Tuin, park en plantsoen   | 18e/19e eeuw (onderdelen)                       |                   | Stedeke bij 1          |                               | 528089 | Meer afbeeldingen                                                                        |
| Huis Diepenheim, toegangshek Rode Allee                                                  | Tuin, park en plantsoen   | 18e/19e eeuw (onderdelen)                       |                   | Stedeke bij 1          |                               | 528090 | Upload foto                                                                              |
| Huis Diepenheim, fruitberging                                                            | Bijgebouwen kastelen enz. | 1700                                            |                   | Stedeke bij 1          |                               | 528091 | Upload foto                                                                              |
| Huis Diepenheim, tuinsieraden voorplein                                                  | Tuin, park en plantsoen   | 17e-20e eeuw                                    |                   | Stedeke bij 1          |                               | 528092 | Upload foto                                                                              |
| Huis Diepenheim, tabletkas en vijf koude bakken                                          | Tuin, park en plantsoen   | eerste kwart 20e eeuw                           |                   | Stedeke bij 1          |                               | 528093 | Upload foto                                                                              |
| Huis Diepenheim, tuinmuur Buxustuin                                                      | Tuin, park en plantsoen   | eerste kwart 20e eeuw                           |                   | Stedeke bij 1          |                               | 528094 | Upload foto                                                                              |
| Huis Diepenheim, houtloods                                                               | Bijgebouwen kastelen enz. | ca. 1900                                        |                   | Stedeke 5              |                               | 528095 | Upload foto                                                                              |
| Nijenhuis, boerderijcomplex Den Enk                                                      | Bijgebouwen kastelen enz. | 19e eeuw                                        |                   | Prinsendijk 5          |                               | 529064 | Upload foto                                                                              |
| Nijenhuis, jachtopzienerswoning                                                          | Bijgebouwen kastelen enz. | begin 20e eeuw                                  |                   | Watermolenweg 9        |                               | 529065 | Meer afbeeldingen                                                                        |
| Westerflier, schuur                                                                      | Bijgebouwen kastelen enz. | laatste kwart 19e eeuw                          |                   | Deventerdijk bij 10    |                               | 529109 | Upload foto                                                                              |
| Nijenhuis, zuidelijk bouwhuis                                                            | Bijgebouwen kastelen enz. | 17e eeuw                                        |                   | Nijenhuizerlaan 13     |                               | 529135 | Upload foto                                                                              |
| Nijenhuis, kleinere van twee stuwen                                                      | Tuin, park en plantsoen   | laat 19e eeuw                                   |                   | Nijenhuizerlaan bij 11 |                               | 529136 | Nijenhuis, kleinere van twee stuwen                                                      |
| Nijenhuis, koude bakken                                                                  | Tuin, park en plantsoen   | tweede helft 19e eeuw                           |                   | Nijenhuizerlaan bij 11 |                               | 529137 | Upload foto                                                                              |
| Nijenhuis, tuinmuur met druivenkas                                                       | Tuin, park en plantsoen   | 19e eeuw                                        |                   | Nijenhuizerlaan bij 11 |                               | 529138 | Nijenhuis, tuinmuur met druivenkas                                                       |
| Nijenhuis, kapberg Den Enk                                                               | Bijgebouwen kastelen enz. | 19e eeuw                                        |                   | Prinsendijk bij 5      |                               | 529139 | Upload foto                                                                              |
| Nijenhuis, schuur/stal bij jachtopzienerswoning                                          | Bijgebouwen kastelen enz. |                                                 |                   | Watermolenweg bij 9    |                               | 529140 | Meer afbeeldingen                                                                        |
| Kasteel Warmelo                                                                          | Kasteel, buitenplaats     | 1633                                            |                   | Stedeke 11             |                               | 528758 | Meer afbeeldingen                                                                        |
| Warmelo, historische tuin- en parkaanleg                                                 | Tuin, park en plantsoen   | vroeg 17e-20e eeuw                              |                   | Stedeke bij 11         |                               | 528759 | Meer afbeeldingen                                                                        |
| Warmelo, oostelijk bouwhuis                                                              | Bijgebouwen kastelen enz. | 1777                                            |                   | Stedeke 12             |                               | 528760 | Meer afbeeldingen                                                                        |
| Warmelo, westelijk bouwhuis                                                              | Bijgebouwen kastelen enz. | laatste kwart 17e eeuw                          |                   | Stedeke 10             |                               | 528761 | Meer afbeeldingen                                                                        |
| Warmelo, boerderij met schuur                                                            | Boerderij                 | 1914                                            |                   | Stedeke 8              |                               | 528762 | Upload foto                                                                              |
| Warmelo, dienstwoning                                                                    | Dienstwoning              | 1920                                            |                   | Grotestraat 2          |                               | 528763 | Meer afbeeldingen                                                                        |
| Warmelo, dienstwoning                                                                    | Dienstwoning              | ca. 1920                                        |                   | Lochemseweg 1          |                               | 528764 | Meer afbeeldingen                                                                        |
| Warmelo, toegangshek                                                                     | Tuin, park en plantsoen   | tweede helft 18e eeuw                           |                   | Grotestraat bij 2      |                               | 528765 | Meer afbeeldingen                                                                        |
| Warmelo, hek Borculoseweg                                                                | Tuin, park en plantsoen   | 20e eeuw                                        |                   | Stedeke bij 11         |                               | 528766 | Meer afbeeldingen                                                                        |
| Warmelo, brug met toegangshek                                                            | Tuin, park en plantsoen   | laatste kwart 18e eeuw                          |                   | Stedeke bij 11         |                               | 528767 | Meer afbeeldingen                                                                        |
| Warmelo, sokkel met vaas                                                                 | Tuin, park en plantsoen   | 18e eeuw                                        |                   | Stedeke bij 11         |                               | 528768 | Meer afbeeldingen                                                                        |
| Warmelo, twee banken                                                                     | Tuin, park en plantsoen   | 18e eeuw                                        |                   | Stedeke bij 11         |                               | 528769 | Meer afbeeldingen                                                                        |
| Warmelo, sokkel met vaas                                                                 | Tuin, park en plantsoen   | 19e eeuw                                        |                   | Stedeke bij 11         |                               | 528770 | Upload foto                                                                              |
| Warmelo, toegangshekje Puttuin                                                           | Tuin, park en plantsoen   | 19e eeuw                                        |                   | Stedeke bij 11         |                               | 528771 | Meer afbeeldingen                                                                        |
| Warmelo, waterput in Puttuin                                                             | Tuin, park en plantsoen   | 19e eeuw                                        |                   | Stedeke bij 11         |                               | 528772 | Meer afbeeldingen                                                                        |
| Warmelo, toegangshek westzijde Engelse tuin                                              | Tuin, park en plantsoen   | 19e eeuw                                        |                   | Stedeke bij 11         |                               | 528773 | Meer afbeeldingen                                                                        |
| Warmelo, bank                                                                            | Tuin, park en plantsoen   | 18e eeuw                                        |                   | Stedeke bij 11         |                               | 528774 | Meer afbeeldingen                                                                        |
| Warmelo, sokkel met vrouwenkop                                                           | Tuin, park en plantsoen   | 18e eeuw                                        |                   | Stedeke bij 11         |                               | 528775 | Meer afbeeldingen                                                                        |
| Warmelo, houten prieel                                                                   | Tuin, park en plantsoen   | 1920                                            |                   | Stedeke bij 11         |                               | 528776 | Meer afbeeldingen                                                                        |
| Warmelo, "Engelse brug"                                                                  | Tuin, park en plantsoen   | 1935                                            |                   | Stedeke bij 11         |                               | 528777 | Meer afbeeldingen                                                                        |
| Warmelo, sokkel met mannenkop                                                            | Tuin, park en plantsoen   | 18e eeuw                                        |                   | Stedeke bij 11         |                               | 528778 | Meer afbeeldingen                                                                        |
| Warmelo, natuurstenen bank                                                               | Tuin, park en plantsoen   | 18e eeuw                                        |                   | Stedeke bij 11         |                               | 528779 | Meer afbeeldingen                                                                        |
| Warmelo, kunststenen bank in Franse tuin                                                 | Tuin, park en plantsoen   | 20e eeuw                                        |                   | Stedeke bij 11         |                               | 528780 | Meer afbeeldingen                                                                        |
| Warmelo, ovale vijver in tuin oostelijk bouwhuis                                         | Tuin, park en plantsoen   | 20e eeuw                                        |                   | Stedeke bij 11         |                               | 528781 | Upload foto                                                                              |
| Warmelo, houten poort in beukenhaag                                                      | Tuin, park en plantsoen   | 20e eeuw                                        |                   | Stedeke bij 11         |                               | 528782 | Upload foto                                                                              |
| Warmelo, halfronde houten bank                                                           | Tuin, park en plantsoen   | 20e eeuw                                        |                   | Stedeke bij 11         |                               | 528783 | Meer afbeeldingen                                                                        |
| Warmelo, sokkel met putto                                                                | Tuin, park en plantsoen   | 18e eeuw                                        |                   | Stedeke bij 11         |                               | 528784 | Meer afbeeldingen                                                                        |
| Warmelo, bank en tafel bij rococovijver                                                  | Tuin, park en plantsoen   | 20e eeuw                                        |                   | Stedeke bij 11         |                               | 528785 | Meer afbeeldingen                                                                        |
| Warmelo, rococovijver                                                                    | Tuin, park en plantsoen   | 20e eeuw                                        |                   | Stedeke bij 11         |                               | 528786 | Meer afbeeldingen                                                                        |
| Warmelo, natuurstenen vaas bij rococovijver                                              | Tuin, park en plantsoen   | 18e eeuw                                        |                   | Stedeke bij 11         |                               | 528787 | Meer afbeeldingen                                                                        |
| Warmelo, tuinbeeld bij rococovijver                                                      | Tuin, park en plantsoen   | 18e eeuw                                        |                   | Stedeke bij 11         |                               | 528788 | Meer afbeeldingen                                                                        |
| Warmelo, twee siervazen in Franse tuin                                                   | Tuin, park en plantsoen   | 18e eeuw                                        |                   | Stedeke bij 11         |                               | 528789 | Meer afbeeldingen                                                                        |
| Warmelo, twee saterbeelden in Franse tuin                                                | Tuin, park en plantsoen   | 18e eeuw                                        |                   | Stedeke bij 11         |                               | 528790 | Meer afbeeldingen                                                                        |
| Warmelo, sokkel met borstbeeld in rozentuin                                              | Tuin, park en plantsoen   | 18e eeuw                                        |                   | Stedeke bij 11         |                               | 528791 | Meer afbeeldingen                                                                        |
| Warmelo, sokkel met gietijzeren vaas in rozentuin                                        | Tuin, park en plantsoen   | 19e eeuw                                        |                   | Stedeke bij 11         |                               | 528792 | Meer afbeeldingen                                                                        |
| Warmelo, beeld in rozentuin                                                              | Tuin, park en plantsoen   | 19e eeuw                                        |                   | Stedeke bij 11         |                               | 528793 | Meer afbeeldingen                                                                        |
| Warmelo, natuurstenen trapje tussen sierkas en rozentuin                                 | Tuin, park en plantsoen   | 19e eeuw                                        |                   | Stedeke bij 11         | 52° 11' 47" NB, 6° 32' 49" OL | 528794 | Meer afbeeldingen                                                                        |
| Warmelo, tuinbeeld                                                                       | Tuin, park en plantsoen   | vroeg 20e eeuw                                  |                   | Stedeke bij 11         | 52° 11' 48" NB, 6° 32' 48" OL | 528795 | Upload foto                                                                              |
| Warmelo, poortje tussen voorplein en Franse tuin                                         | Tuin, park en plantsoen   | 18e eeuw                                        |                   | Stedeke bij 11         | 52° 11' 48" NB, 6° 32' 50" OL | 528796 | Meer afbeeldingen                                                                        |
| Warmelo, doopvont                                                                        | Tuin, park en plantsoen   | 18e eeuw                                        |                   | Stedeke bij 11         | 52° 11' 47" NB, 6° 32' 50" OL | 528797 | Meer afbeeldingen                                                                        |
| Warmelo, twee zandstenen putti                                                           | Tuin, park en plantsoen   | 18e eeuw                                        |                   | Stedeke bij 11         | 52° 11' 47" NB, 6° 32' 50" OL | 528798 | Meer afbeeldingen                                                                        |